# BCL6
BCL6（B-cell/CLL lymphoma 6）は、ヒトではBCL6遺伝子にコードされるタンパク質である。BCL2、BCL3、BCL5、BCL7A、BCL9、BCL10と同様、リンパ腫において臨床的に重要である。

## 機能
BCL6遺伝子にコードされるBCL6タンパク質は進化的に保存されたジンクフィンガー型転写因子であり、N末端にPOZ/BTBドメインを持つ。このタンパク質は配列特異的な転写リプレッサーとして作用し、B細胞のSTAT依存的なIL-4応答を調節することが示されている。このタンパク質はいくつかのコリプレッサー複合体と相互作用して転写を阻害する。BCL6遺伝子はびまん性大細胞型B細胞リンパ腫（DLBCL）において高頻度で転座や高変異が生じていることが知られており、DLBCLの発症に寄与している。エクソン7がスキップされたスプライスバリアントは、DNA結合ドメインの最初の2つのジンクフィンガーを欠く短いタンパク質をコードする。
生理学的には、BCL6はナイーブヘルパーT細胞の濾胞性ヘルパーT細胞（TFH細胞）への分化をもたらす主要な転写因子である。その作用は転写因子Blimp-1による負の調節を受ける。

## 診断における有用性
組織切片中のBCL6の存在は免疫染色によって確認される。BCL6は非腫瘍性胚中心と腫瘍性胚中心のB細胞にのみ存在する。そのため、リンパ節における反応性過形成や、バーキットリンパ腫、濾胞性リンパ腫、結節性リンパ球優位型のホジキンリンパ腫など、濾胞性B細胞由来のリンパ腫を示す。また、Bcl-2抗原に対する抗体と併用することで、Bcl-2陰性の良性過形成に見られる濾胞と、腫瘍性濾胞を区別することができる。

## 相互作用
BCL6は次に挙げる因子と相互作用することが示されている。
- BCOR（英語版）[13]
- C-Jun[14]
- HDAC1（英語版）[15][16]
- HDAC4（英語版）[17]
- HDAC5（英語版）[17]
- HDAC7（英語版）[17]
- IRF4（英語版）[18]
- NCOR2（英語版）[13][15][16][19]
- ZBTB7A（英語版）[20]
- T-bet（英語版）[21]
- ZBTB16（英語版）[22]

## 関連文献
- “Non-immunoglobulin/BCL6 gene fusion in diffuse large B-cell lymphoma: prognostic implications”. Leukemia & Lymphoma 43 (7):  1375–81. (July 2002). doi:10.1080/10428190290033305. PMID 12389616.
- “The proto-oncogene BCL-6 in normal and malignant B cell development”. Hematological Oncology 20 (4):  155–66. (December 2002). doi:10.1002/hon.689. PMID 12469325.
- “[A role for Bcl6 in immune memory development]”. Tanpakushitsu Kakusan Koso. Protein, Nucleic Acid, Enzyme 47 (16 Suppl):  2306–12. (December 2002). PMID 12518453.
- “Pathogenetic role of BCL6 translocation in B-cell non-Hodgkin's lymphoma”. Histology and Histopathology 19 (2):  637–50. (April 2004). PMID 15024721.
- “Molecular pathogenesis of non-Hodgkin's lymphoma: the role of Bcl-6”. Leukemia & Lymphoma 44 Suppl 3:  S5–12. (2004). doi:10.1080/10428190310001621588. PMID 15202519.
- “The BCL6 proto-oncogene: a leading role during germinal center development and lymphomagenesis”. Pathologie-Biologie 55 (1):  73–83. (February 2007). doi:10.1016/j.patbio.2006.04.001. PMID 16815642.